# (6405) Komiyama
(6405) Komiyama est un astéroïde de la ceinture principale.

## Description
(6405) Komiyama est un astéroïde de la ceinture principale. Il fut découvert le 30 avril 1992 à Yatsugatake par Yoshio Kushida et Osamu Muramatsu. Il présente une orbite caractérisée par un demi-grand axe de 2,26 UA, une excentricité de 0,12 et une inclinaison de 4,8° par rapport à l'écliptique.

## Compléments